# Кирилівка (Чугуївський район)
Кирилівка (до 1918 року — Миколаївка, Миколаївка Друга, до 17 лютого 2016 — Червоноармі́йське Друге) — село в Україні, у Старосалтівській селищній громаді Чугуївського району Харківської області. Населення становить 558 осіб.

## Географія
Село розташоване на річці Хотімля, вище за течією примикає селище Дорошенкове (Великобурлуцька селищна громада), нижче за течією — село Москалівка.

## Історія
У 1710 році засноване як село Миколаївка.
За даними на 1864 рік у власницькій слободі, центрі Миколаївської другої волості Вовчанського повіту, мешкало 1607 осіб (800 чоловічої статі та 807 — жіночої), налічувалось 214 дворових господарств.
Станом на 1914 рік кількість мешканців села зросла до 2618 осіб.
У 1919 році перейменоване в село Червоноармійське Друге.
Село постраждало внаслідок геноциду українського народу, проведеного урядом СРСР в 1932—1933 роках, кількість встановлених жертв — 134 людей.
В 2016 році перейменовано на село Кирилівка.
12 червня 2020 року, відповідно до розпорядження Кабінету Міністрів України № 725-р «Про визначення адміністративних центрів та затвердження територій територіальних громад Харківської області», село увійшло до складу  Старосалтівської селищної громади.
19 липня 2020 року в результаті адміністративно-територіальної реформи та ліквідації Вовчанського району увійшло до Чугуївського району.

## Економіка
- У селі є молочно-товарна ферма, машинно-тракторні майстерні.
- Агрофірма ім Т. Г. Шевченка, сільськогосподарське ТОВ.

## Об'єкти соціальної сфери
- Дитячий садок.

## Відомі люди

### Народилися
- Дегтярьов Павло Андріянович — український критик, літературознавець, перекладач.